# Giovanni Battista Camozzi Vertova
Giovanni Battista Camozzi De Gherardi Vertova, Vertua secondo alcune fonti, Conte di Ladriano (Bergamo, 22 agosto 1818 – Costa di Mezzate, 11 aprile 1906), è stato un imprenditore, funzionario e politico italiano.

## Biografia
Figlio di Andrea Camozzi, nobilitato conte nel 1819, e della contessa Elisabetta Vertova, fin da giovanissimo frequenta insieme al fratello Gabriele (1823-1869) l'ambiente mazziniano. Con diversi compagni concorre alla preparazione dei moti del 1848 e delle Cinque giornate di Milano, partecipando in seguito al governo provvisorio. Restaurato il potere asburgico ripara in Piemonte e partecipa ad una spedizione capitanata dal fratello che si conclude col sequestro dei beni di famiglia e ad un nuovo periodo di esilio sotto la protezione dei Savoia. Nel 1850 partecipa alla costituzione di una società per azioni finalizzata all'acquisto di una nave mercantile (battezzata Carmen) da mettere a disposizione di Giuseppe Garibaldi, del quale i due fratelli sono amici. 
Prende parte alla seconda guerra d'indipendenza italiana e dopo la proclamazione del Regno d'Italia è il primo sindaco di Bergamo, carica che mantiene per circa dieci anni, cumulandola con la vice-presidenza della provincia e la carica di primo cittadino a Costa di Mezzate e Ludriano. È stato membro della Commissione consultiva sulle istituzioni di previdenza e sul lavoro, socio corrispondente dell'Ateneo di Brescia, presidente dell'Ateneo di scienze, lettere ed arti di Bergamo, presidente dell'Accademia Carrara di belle arti di Bergamo e socio della Società geografica italiana.